# Sebastian Arcelus
Sebastian Carlos Arcelus (New York, 5 novembre 1976) è un attore statunitense.

## Biografia
Arcelus è nato a New York, figlio di Nobile Fiammetta Farace e Victor Carlos Arcelus. Ha frequentato il Williams College. I suoi nonni materni erano Ruggero Farace, Marchese di Villa Foresta (1909-1970) e la principessa Caterina Ivanovna (1915-2007), che era la figlia del principe della Russia, Ivan Konstantinovič Romanov, e l'ultimo membro della famiglia Romanov nato prima della rivoluzione russa. Lui è di origine italiana, russa, serba e tedesca da parte della madre e uruguaiano da parte di suo padre. Sa parlare lo spagnolo e l'inglese. Essendo discendente diretto di Sofia del Palatinato, Sebastian è un lontano pretendente al trono del Regno Unito.
Cominciò la sua carriera cinematografica in un teatro a Broadway, prima a livello regionale, poi a livello internazionale. Ha interpretato il ruolo di Jan nel cast originale del musical Beach Boys, Good Vibrations. Ha interpretato Fiyero nel primo tour nazionale di Wicked dal 3 gennaio fino al 3 ottobre 2006. Ha poi ripreso il ruolo di Fiyero nella produzione di Broadway dal 9 gennaio al 16 dicembre 2007. 
Nel 2004 Arcelus è apparso film musicale Temptation, con le stelle di Broadway Alice Ripley, Adam Pascal, Anika Noni Rose, e Zoe Saldana, tra gli altri. Durante l'estate 2011, Arcelus ha girato e contribuito a produrre il film indipendente The Last Day of August, uscito il 31 agosto 2012. Arcelus ha il ruolo del giornalista Lucas Goodwin nella serie tv di Netflix House of Cards nel 2013. Ha ritratto Jay Whitman sul dramma della CBS, Madam Secretary.

## Vita privata
È sposato dal 2007 con l'attrice Stephanie J. Block, da cui ha avuto una figlia, Vivienne Helena, nata nel 2015.

## Filmografia

### Cinema
- iChannel, regia di Craig DiFolco (2006)
- The Last Day of August, regia di Craig DiFolco (2012)
- The Best of Me - Il meglio di me (The Best of Me), regia di Michael Hoffman (2014)
- Ted 2, regia di Seth MacFarlane (2015)
- Split, regia di M. Night Shyamalan (2016)

### Televisione
- Blanco - film TV (1996)
- Person of Interest - serie TV, episodio 1x05 (2011)
- It Could Be Worse - miniserie TV (2014)
- The Leftovers - Svaniti nel nulla (The Leftovers) - serie TV, 2 episodi (2014)
- House of Cards - Gli intrighi del potere (House of Cards) - serie TV, 17 episodi (2013-2016)
- Madam Secretary - serie TV, 25 episodi (2014-2016)

### Doppiatore
- Shaman King, 64 episodi (2001-2002)
- Winx Club, 34 episodi (2004-2006)
- Vai Diego!, 12 episodi (2005-2010)
- Dora l'esploratrice, 4 episodi (2005-2012)
- Dinosaur King, 2 episodi (2007)

## Teatro (parziale)
- Rent di Jonathan Larson. Nederlander Theatre di Broadway (2002-2003)
- Caligola di Albert Camus. New York Musical Theatre di New York (2004)
- The Full Monty di Terrence McNally e David Yazbek. North Shore Music Theatre di Beverly (2005)
- Wicked di Stephen Schwartz e Winnie Holzman. Tour USA (2006), Gershwin Theatre di Broadway (2007)
- Jersey Boys di Bob Gaudio, Bob Crewe, Marshall Brickman e Rick Elice. August Wilson Theatre di Broadway (2008-2010)
- Into the Woods di Stephen Sondheim e James Lapine. Saint James Theatre di Broadway (2022)

## Doppiatori italiani
Nelle versioni in italiano delle opere in cui ha recitato, Sebastian Arcelus è stato doppiato da:
- Gianfranco Miranda in Madam Secretary, Bull
- Massimo Triggiani in Person of Interest
- David Chevalier in House of Cards
- Francesco Trifilio in Ted 2
- Edoardo Stoppacciaro in FBI: Most Wanted

Da doppiatore è stato doppiato da:
- Federico Zanandrea in Dinosaur King
- Simone D'Andrea in Shaman King